# Kaouther Abid
Kaouther Abid (Susa, 19 agosto 1968) è un'ex cestista tunisina.

## Carriera
Con la Tunisia ha disputato i Campionati mondiali del 2002.